# 贝加尔唐松草
贝加尔唐松草（学名：Thalictrum baicalense）为毛茛科唐松草属下的一个种。

## 扩展阅读
- 維基物種上的相關：贝加尔唐松草